# Скакун расписной
Скакун расписной (лат. Chaetodera laetescripta) — крайне редкий вид жуков-скакунов. Известно 3 подвида. Номинативный подвид распространён на юге Хабаровского и в Приморском краях, Китае, Монголии и Южной Кореи; подвиды C. l. circumpictula и C. l. kiushuensis встречаются в Японии. Обитает на песчаных берегах. Длина тела имаго 13,2—18 мм. На наличнике и щёках имеются прилегающие белые волоски. Бока нижней стороны тела жука в очень густых утолщённых прилегающих белых волосках, которые почти полностью скрывают кутикулу. Эпиплевры надкрылий желтовато-белого цвета. Брюшко буровато-красное.